# Max Jean
Max Jean, även känd som Jean Max, född 27 juli 1943 i Marseille, är en fransk racerförare.

## Racingkarriär
Jean blev fransk Formel Ford-mästare 1968 och tävlade senare i formel 3 och formel 2. Han deltog i ett formel 1-lopp för Williams, Frankrikes Grand Prix 1971, i vilket han slutade på fjortonde plats.

## F1-karriär
| Säsong | Stall/Tillverkare     | Poäng | Placering |
| ------ | --------------------- | ----- | --------- |
| 1971   | Williams (March-Ford) | 0     | –         |